# Teodoro Hirtaceno
Teodoro Hirtaceno (¿? - d. de 1327) fue un escritor, epistológrafo y maestro de retórica bizantino de entre los siglos XIII y XIV. Junto con Teodoro Pródromo, es uno de los principales escritores de cartas o epistológrafos de la literatura bizantina.

## Biografía
Poco se sabe sobre él. Fue profesor de retórica y estaba cercano a la familia imperial, hasta el punto de que el emperador le regaló un caballo; uno de sus alumnos fue Phocas. Son muy interesantes sus eruditas cartas, en una de las cuales se atrevió a reseñar la decadencia a la que Atenas había llegado en su época.  

## Obras
Toda su obra conservada proviene de un códice único y contemporáneo del autor, probablemente autógrafo, en que figuran 93 cartas y algunos opúsculos, como seis artificiosos discursos o declamaciones muy henchidos de alusiones mitológicas y citas de autores sacroprofanos, así como bien provistos de menudencias arqueológico-históricas. En ellas utiliza profusamente a Homero, Píndaro y Nono de Panópolis y se sirve además de gran número de refranes populares, pero sin frescura, ya que están tomados de colecciones y repertorios y son un mero ornato retórico. Escribió en 1320 una monodia o discurso fúnebre a la muerte de Miguel IX Paleólogo, otra monodia a la muerte del erudito Nicéforo Jumno (Νικηφόρος Χοῦμνος, 1250-1327), un Elogio de San Aninas el Taumaturgo (probablemente no San Aninas del Éufrates, sino Hanina ben Dosa el Taumaturgo), un Panegírico de una reliquia, la camisa de la Santa Virgen María, y también un Lamento por la muerte de doña Irene, identificable como la segunda esposa de Andrónico II.º, a veces llamada Yolanda, Irene de Montferrato, cuyo abuelo fue Alfonso X de Castilla. Se conserva también su ekphrasis o descripción de la fuente mecánica del jardín de Santa Ana, madre de la Virgen.